# Томаш Юзеф Замойський
Томаш Юзеф Замойський (Tomasz Józef Zamoyski; 1678–1725) — польський магнат, шляхтич гербу Єліта, 5-й замойський ординат.

## Біографія
Син Марцина Замойського та Анни Францішки Гнінської. У 1697 році навчався в Інгольштадтському університеті .
П'ятий ординат Замостя. Він був також староста плоскирівський і городоцький, а також полковник військ коронних.
Він був радником у Подільському воєводстві в Сандомирській конфедерації. Він був депутатом від Белзького воєводства до сейму у 1712—1713 роках та у 1724 році.
Його першою дружиною була Тереза, дочка Яна Потоцького, брацлавського воєводи. Близько 1718 року вдруге одружився з Антоніною Загоровською (пом. 1747). В обох шлюбах не мав дітей.